# Prince of Persia (игра, 2008)
Prince of Persia (с англ. — «Принц Персии») — компьютерная игра в жанре приключенческого экшена, разработанная «Ubisoft Montreal» и издаваемая «Ubisoft». Игра была выпущена 2 декабря 2008 года для PlayStation 3 и Xbox 360 и 9 декабря 2008 года для Microsoft Windows (в России — 17 декабря 2008 года). Prince of Persia — это новая часть серии с другой историей, а также новым графическим стилем и изменённым геймплеем. Рабочими названиями игры были Prince of Persia 4 и Prince of Persia (Next-Gen). Также до выхода игры она была известна под неофициальными названиями Prince of Persia: Ghost of the Past («Принц Персии: Призрак прошлого»), Prince of Persia: Prodigy («Принц Персии: Чудо») Кроме того, в мае 2008 года журнал Game Informer опубликовал статью с заголовком Prince of Persia: Heir Apparent («Принц Персии: Прямой наследник»), что многие игровые издания и сайты восприняли как новое название игры. Вскоре представители Ubisoft сообщили, что это недоразумение, Heir Apparent — название лишь статьи, а не игры.
Действие игры разворачивается в Древней Персии, хотя конкретный век не указан. Игрок берёт на себя роль Принца, имя которого не раскрывается. Принца сопровождает девушка по имени Элика, с которой он встретился после того, как сбился с пути из-за сильной песчаной бури и оказался в неизвестных землях. Принц помогает Элике спасти её королевство от злого бога Ахримана, которого освободил отец Элики. Основу геймплея составляют акробатические умения Принца, к примеру, бег по стенам. На протяжении всего пути игроку предстоит сразиться с различными противниками, чтобы очистить землю от поразившей её Тьмы. Сюжетная линия и сеттинг игры основываются на древнеперсидской мифологии и зороастризме.

## Сюжет

Принц и Элика

История начинается с того, что Принц, из-за сильной песчаной бури сбившийся с пути и потерявший своего осла Фару, оказывается в чудесном саду, над которым возвышается храм с огромным древом. Он случайно встречается с девушкой Эликой, преследуемой стражниками её отца. Когда Принц отражает их нападение, Элика просит сопроводить её к храму. Внутри храма на Принца нападает отец Элики, который, проиграв поединок, разрушает Древо Жизни, тем самым освободив Ахримана, верховного духа зла, из заточения, куда тот был заключён богом добра и света Ормуздом.
Освободившись, Ахриман начинает распространять на окрестные земли Тьму, тёмную желеобразную субстанцию, губительную для всего живого. Элика рассказывает Принцу о многочисленных Плодородных землях, питающих Древо Жизни, которые необходимо очистить от Тьмы, чтобы дать Древу силы заключить Ахримана обратно в темницу, пока он не освободился окончательно.
Во время странствий по землям Элика рассказывает о своём прошлом. Принц узнаёт, что мать Элики умерла, и это стало большим ударом для её отца. А когда умерла сама Элика, обезумевший от горя отец заключил сделку с Ахриманом, пообещав освободить его в обмен на то, что он вернёт Элику к жизни. Принц тоже немного рассказывает о своей жизни: его родители погибли во время войны, и он стал расхитителем гробниц, чтоб как-то прожить. Как раз перед встречей с Эликой он шёл с большим грузом награбленного добра, поэтому Принц частенько сетует на судьбу, из-за которой он потерял столько золота. В диалогах Принц показывает свой довольно циничный и меркантильный, но в чём-то философский взгляд на жизнь, который абсолютно противоречит принципам «святой», как называет её сам Принц, Элики. Его слова часто сопровождаются шутками, основанными на иронии и абсурде.
Элика рассказывает, что в детстве она мечтала вырваться из своего королевства и увидеть другие страны, пустыню и море. Но всё это было невозможно, так как она была принцессой ахуров, которые охраняли Древо Жизни. И только после трагедии, описываемой в игре, она по настоящему поняла, что любит свой народ и твёрдо решила восстановить Плодородные Земли и вернуть своих людей.
Элика раскрывает, что вместе с Ахриманом были заперты четверо его прислужников и тысяча рядовых воинов.
Когда герои возвращаются к храму, они вновь сталкиваются с отцом Элики, продавшим душу Ахриману и окончательно предавшимся злу. Потерпев поражение от Принца и Элики, он бросается с уступа вниз, и Тьма поглощает его. После дуэт сталкивается с Ахриманом, и пока Принц отвлекает его на себя, Элика исцеляет Древо Жизни, но для этого ей пришлось отдать дереву свою собственную жизнь. 

### Альтернативная концовка
Принц решает освободить Ахримана. Он срубает четыре священных дерева в пустыне и Древо Жизни в Храме, этим он освобождает Ахримана вновь, подобно отцу Элики, за то, что тот возвращает девушку к жизни. Потом Принц с Эликой на руках уходит в пустыню, в то время как храм за его спиной разрушается, и Ахриман обретает долгожданную свободу.

## Персонажи
| Актёр            | Персонаж    |
| ---------------- | ----------- |
| Пётр Иващенко    | Принц       |
| Ольга Зверева    | Элика       |
| Владимир Антоник | Король      |
| Виктор Бохон     | Ахриман     |
| Иван Литвинов    | Воин        |
| Валерий Сторожик | Алхимик     |
| Жанна Никонова   | Наложница   |
| Елена Харитонова | Рассказчица |

### Положительные

#### Принц
Принц — это прозвище главного героя. Его родители погибли во время войны, и он стал расхитителем гробниц, чтоб как-то прожить.
В диалогах Принц показывает свой довольно циничный и меркантильный, но в чём-то философский взгляд на жизнь, который абсолютно противоречит принципам «святой», как называет её сам Принц, Элики. Его слова часто сопровождаются шутками, основанными на иронии и абсурде.
Вооружён мечом-ятаганом и бронированной перчаткой.

#### Элика
Элика — принцесса народа ахуров, благородных людей, посвятивших себя служению богу света Ормузду. Она честная, добрая и наивная девушка, которая провела детство и юность в изучении книг и совсем не знает окружающего мира. За чистоту своей души Ормузд наградил Элику магическим даром — она может разрушать Тьму, созданную богом зла Ахримана, летать, исцелять и атаковать светом.

#### Ормузд
Бог света, добра и созидания.
Не появляется непосредственно в игре, но оказывает важное влияние на сюжет.

### Отрицательные

#### Охотник
Жестокий и хитрый зверь, который использует ловкость и скорость в битвах.
Похож на страшного горбуна окутанного в рваную одежду.
Раньше он был принцем, который страстно любил охоту, но постепенно он убил всех самых опасных зверей в своём царстве и скучал от недостатка достойных противников. Однажды он увидел необычного зверя, погнался за ним, тогда зверь стал превращаться в различных животных, а потом спрятался в пещере. Когда принц забрался туда, он увидел Ахримана. Бог тьмы предложил сделку — принц будет служить ему, а бог исполнит его желание и даст возможность охотиться на самых опасных зверей. Но Ахриман исказил желание принца и превратил его в полуразумное животное. Отныне самые отважные и умелые охотники пытались сразить монстра, а он охотился на них.
Способен метаться в Принца тьмой, закрывая изображение на экране игрока чёрным пятном. В схватках использует уловки и хитрости. Создаёт ловушки на стенах в виде двигающихся сгустков тьмы.

#### Алхимик
Коварный учёный, использующий науку для совершения зла.
Внешне напоминает скелет в красных одеждах.
Когда-то он был одним из величайших учёных ахуров, но старение его тела заставило учёного искать способ стать бессмертным. Он молил Ормузда дать ему всего несколько лет, чтобы завершить исследования, но бог не ответил на его молитвы. Тогда учёный обратился к тёмному богу Ахриману, и тот дал ахуру так нужную ему вечную жизнь, а также власть над тьмой, но взамен забрал душу и заставил служить себе.
Уничтожает Плодородные земли с помощью своих механизмов. В бою окружает арену Тьмой, из-за чего сбросить его с уступов почти невозможно. Иногда пытается убедить Принца и Элику сдаться Ахриману, обещая бессмертие. Заполняет некоторые участки локаций парами Тьмы, которые могут отравить Принца, если он долго находится в таком облаке.

#### Наложница
Хитрая женщина, которая вершит зло с помощью своей способности манипулировать людьми и силой создавать иллюзии. Выглядит как женщина в богатых розовых одеждах, тело которой состоит из Тьмы.
Многие годы назад она была куртизанкой и использовала свою красоту, чтобы влиять на политические дела в королевском суде, но была жестоко избита другой женщиной, когда пыталась повлиять на возлюбленного той женщины. Лишённая своей красоты, и тем самым своего влияния, куртизанка обратилась к Ахриману за властью. Она получила способность читать желания человека, на которого хотела произвести впечатление, а также способность менять свой облик, чтобы соответствовать его желаниям. Но была и обратная сторона: когда мужчина просыпался с ней каждое утро, то не узнавал её. Из-за этого ей приходилось сбегать от него и преобразовываться снова, чтобы соответствовать его новым желаниям и продолжать привлекать каждую ночь. Она устала от этого, и достаточно скоро Ахриман позвал её, чтобы она служила только ему.
В бою часто использует своих иллюзорных двойников и телепортацию, чтобы обмануть и запутать Принца. Порой соблазняет Принца обещаниями власти и красивых девушек. Также способна наложить запутывающее Принца заклятие, которое для игрока проявляется в инверсии управления. Создаёт летающие рои Тьмы, которые жалят Принца и сбрасывают его с утёсов.

#### Воин

Воин

Огромного размера монстр, очень тяжёлый и неповоротливый, который обладает невероятной силой и практически неуязвим. На нём надета маска, левые рука и нога покрыты камнем.
Давным-давно он был царём народа, на который напал опасный враг. Скоро вражеские солдаты прорвали оборону царства и начали убивать его подданных, тогда царь обратился к единственному, кто, как он думал, сможет ему помочь — к богу зла Ахриману. В обмен на его душу, Ахриман дал царю силу, которая позволила победить армию противника и спасти свой народ. Но при этом царь превратился в воинственного монстра. Миролюбивые жители отвергли своего царя, видя его единственной целью войну. После этого царь стал служить Ахриману, чтобы сокрушать его врагов.
Невосприимчив к мечу, перчатке и магии, единственный способ его победить — использовать окружение на аренах битвы. Воин неспособен менять форму. Может обжигать Принца светом из-под маски, что ослабляет Принца и позволяет начать Воину силовое комбо. Создаёт ловушки в виде щупалец, появляющихся из стен и хватающих Принца, если он их коснётся.

#### Скорбящий король
Последний король ахуров был справедливым и мудрым правителем. Но смерть жены сильно его ослабила, в результате чего он перестал следить за своим королевством, предавшись собственному горю. Из-за этого он не заметил вовремя, что Плодородные земли королевства начали отказывать. Тогда его дочь отправилась к ним, чтобы попытаться это исправить, но умерла по дороге. Это окончательно лишило короля разума, и он заключил сделку с Ахриманом, с тем, кого он обещал охранять всеми силами. Бог зла оживит его дочь, а он срубит священное Древо жизни, единственное, что сдерживает Ахримана, тем самым обрекая мир на тьму и разрушение. Но когда Элика ожила, то сбежала, не выдержав того, что сделал отец.
Его стиль боя мощный, но без акробатики. После обращения во Тьму становится многократно сильнее и получает боевые способности всех остальных приспешников злого бога.

#### Ахриман
Бог тьмы, зла и разрушения. Давным-давно Ахриман собрал обманом и ложью многочисленных соратников, накопил силы и нарушил мировой баланс, напав на своего брата Ормузда, бога света, добра и созидания. Тому удалось заточить злодея в Древо жизни, питаемое Плодородными землями и охраняемое добропорядочным племенем ахуров. Но последний король ахуров освободил бога зла, тьма нависла над миром.
Манипулирует Тьмой, её количеством, но при этом неспособен менять её формы. В бою создаёт волны Тьмы, обволакивающие стены, и бьёт в стены руками. В битве с ним мир показывается его глазами. Собственно не может считаться полноценным боссом, поскольку непосредственно с ним сражение не ведётся, вместо этого показывается изображение из его глаз, а герои должны освободить три последние плодородные земли.
Показывается мельком, выглядит как огромное, состоящее из тьмы существо, тело которого покрыто шипами, на голове рога, а на руках когти.

## Геймплей
Геймплей перетерпел большое количество поправок по сравнению с прошлыми играми серии. Упор снова делается на акробатику, так как разработчики хотели сделать уклон в сторону игры из прошлой трилогии, Prince of Persia: The Sands of Time, но если там список умений принца ограничивался вполне реальными по исполнению акробатическими трюками, то здесь зачастую в дело идёт цестус (на левой руке), с помощью которого принц может, например, съезжать с отвесной стены и немного лазить по потолку, и магия Элики которая помогает принцу далеко прыгать и даже летать. Если в прошлой трилогии перед прыжком сначала нужно было понять, как можно забраться на ту или иную точку, то теперь геймплей строится на быстроте реакции, а управление стало более лёгким и интуитивным, от игрока теперь не требуется филигранной точности в исполнении прыжков и трюков.
Сопровождающая Принца принцесса Элика играет огромную роль в геймплее. Она может спасать принца от гибели как в бою, так и во время путешествия. Например, если Принц сорвётся в пропасть или попадёт в Тьму, то Элика подхватит его и перенесёт к последней устойчивой площадке, на которой он был. Если Принц будет повержен в бою, Элика защитит его, восстановив его жизненную энергию.
Элика может выполнять множество боевых приёмов, зачастую в тандеме с Принцем. Она также помогает ему в акробатике. С помощью своих магических способностей она помогает принцу прыгать дальше, чем он способен один. Кроме того, она сама очень акробатична и с лёгкостью следует за Принцем, повторяя его трюки. Также она помогает игроку в решении головоломок. Если Принц не будет знать, куда идти дальше, то Элика укажет ему правильное направление с помощью магического компаса.
Боевая система во многом отличается от представленной в трилогии Sands of Time и больше напоминает оригинальную серию и файтинг. На смену сражениям с группами врагов из игр Sands of Time пришли дуэльные поединки. Основным оружием Принца является палаш, а кроме того в качестве дополнительного оружия он может использовать особую перчатку на левой руке — цестус, чтобы заблокировать атаку противника или подбросить его высоко в воздух. Если во время нанесения очередного удара быстро заблокировать удар мечом, то Принц получит возможность для атаки, не опасаясь блока противника. Совмещая четыре типа атаки — мечом, перчаткой, акробатикой и магией Элики, можно получить множество видов комбо, в зависимости от количества и порядка атаки каждого вида.
Если встать в блок, то Принц будет отражать все обычные атаки, но повысится вероятность того, что противник сделает своё комбо. Все комбо противников, подобно таковым у принца, делятся на четыре вида: акробатическое, силовое, магическое и комбо в захвате. Акробатическое комбо можно узнать по прыжку противника, от которого можно спастись только кувырком из зоны удара, силовое комбо характеризуется прямым противостоянием противников, магическое комбо характеризуется применением противником «Тьмы», от этого Принца может защитить только Элика своими магическими способностями, Комбо в захвате можно узнать по характерным действиям противника, которое можно перехватить перчаткой.
В бою у Принца есть три состояния здоровья: «здоров», «ослаблен» и «повержен». Когда Принц «здоров», он быстр, силён и ловок. Если он пропускает удар, то переходит в «ослабленное» состояние, в котором он не столь проворен и более уязвим для нападения, оно проходит через некоторое время, причём в блоке время восстановления дольше. Пропущенный в этом состоянии вражеский удар может «повергнуть» Принца на землю, что делает его уязвимым для любых атак противника. При этом для отражения добивающей атаки противника необходимо быстро сориентироваться и совершить нужное действие (удар мечом, атака перчаткой, акробатический приём или магию Элики), иконка которой появляется на короткое время посреди экрана (система QTE). Если блок прошёл успешно, то врага отбросит а Принц поднимется на ноги и перейдёт в состояние «ослаблен». Иначе Элика отбросит противника магической атакой, а Принц также вернётся в «ослабленное» состояние, но враг при этом восстановит часть своего здоровья. Если при опрокидывании на пол быстро нажать кнопку акробатики, Принц может моментально вернуться в бой, быстро встав на ноги.
В этой игре все враги, кроме стражников во время обучающего этапа, воины злого бога Ахримана. По мере прохождения игры, тьма внутри них начинает менять форму, в такие моменты враги становятся неуязвимы ко всем атакам, кроме одной определённой для каждой формы, после такой атаки враг возвращается в обычное состояние.
Когда враг принимает Синюю форму, его тело становится синего оттенка и уязвимо только к атаке мечом. При Золотой форме за врагом появляется волна бурлящих теней, а сам он окружает себя аурой, в которой проявляются редкие и тонкие золотые лучи, с этим можно бороться только подбросив врага перчаткой Принца. Если враг получает Бездонную форму, то из его кожи выходят многочисленные щупальца, а сам он становится настолько чёрным, что можно различить только очертания тела, с этой формой может справиться только магия Элики.
Из нововведений выделяется новая для серии система открытого мира: игрок волен посещать различные локации в произвольном порядке. Всего в игре 5 зон — Храм и четыре пристанища прислужников Ахримана, каждое из которых разделено на 6 локаций — один вход в область, после исцеления которого откроются 4 локации, которые тоже надо освободить, после чего уже откроется логово босса. В каждой зоне есть свой отдельный босс, который встретится по одному разу на каждой локации своей зоны. После каждой победы над боссом Элика исцеляет новую локацию, и из тёмного владения Ахримана она превращается в светлый и красочный сад. На каждой локации раскидано по 45 семян света — их герои обязаны собирать по ходу игры для открытия новых сил Ормузда, которые позволяют достичь новых игровых зон.
Акробатика значительно упростилась — для перемещения по локациям и преодоления препятствий достаточно всего двух кнопок, отвечающих за прыжок и перчатку соответственно. Бег по стенам происходит автоматически, если прыгнуть на ровную стену. С помощью перчатки герой цепляется за кольца, в результате чего совершает резкий рывок вверх, изменяет направление бега и перемещается по потолкам.
В игре есть менеджер аватаров, позволяющий играть моделями различных персонажей игр компании «Ubisoft», таких как Принц и Фара из игры Prince of Persia: The Sands of Time, Альтаир из Assassin's Creed и Джейд из Beyond Good and Evil. Также в списке костюмов имеются скины-прототипы, которые являются ранними версиями героев.

### Древо жизни и плодородные земли
Для сдерживания Ахримана и его воинов, после того как злой бог был побеждён своим братом Ормуздом, ахурами было создано Древо жизни, служащее барьером для магической тюрьмы Ахримана внутри Храма, и плодородные земли — территории, накапливающие энергию для поддержания стабильности храма. После повреждения дерева Тьма вырывается и заражает плодородные земли, лишая Древо энергии. Приспешники Ахримана тоже обретают свободу и захватывают заражённые земли, чтобы уничтожить их и освободить своего властелина, а также для охраны от главных героев, которые хотят помешать этому. Всего в игре показано 27 плодородных земель: 3 внутри Храма и 24 охраняемые четырьмя приспешниками Ахримана, по шесть на каждого. Но все земли доступны не сразу: сначала необходимо исцелить первую землю — вход в локацию, после чего будут доступны для посещения ещё четыре других земли, которые делятся на две пары; каждая пара земель для их прохождения и исцеления требует открыть одну из сил Ормузда с помощью семян света, которые появляются после исцеления земель. После их исцеления будет доступно логово босса, которое исцеляется после убийства босса. Кроме того, Элика в одном из диалогов упоминает о плодородных землях за пределами столицы королевства ахуров.

### Семена света и плиты Ормузда
Семена света — это частички энергии, которые появляются после исцеления очередной плодородной земли или убийства босса. Всего в игре 1001 семя: 45 появляются на всей территории плодородной земли после её исцеления, 25 — после убийств боссов и 1 — после уничтожения дерева жизни. После того, как собрано определённое количество семян света, открывается возможность приобрести одну из четырёх особых сил, заключённых в плитах, которые разбросаны по всем плодородным землям. После получения одной из таких сил игрок перемещается в особую тренировочную зону, состоящую из монотонных синих фантомов зданий на фоне бурого тумана. Особые силы позволяют активировать платформы для передвижения, на которых выгравированы символы и изображения. Силы:
- Рука Ормузда

Медленно уносит принца по воздуху. Цвет синий.
- Шаг Ормузда

Принц совершает далёкий и быстрый прыжок вместе с Эликой. Цвет красный.
- Крылья Ормузда

Позволяет летать, избегая материальных препятствий, но основной маршрут полёта Элика выберет сама. Цвет жёлтый.
- Дыхание Ормузда

Позволяет бегать по стенам и потолкам. В процессе Принцу приходится бежать по прямой, обходя препятствия. Элика же телепортируется к каждой платформе самостоятельно. Цвет зелёный.

## Загружаемый контент
Prince of Persia: Epilogue вышел 5 марта 2009 года. В нём добавляется новая локация — огромный подземный дворец, а также новый босс. DLC вышел для Xbox 360 и PlayStation 3.

## Комикс
Вскоре после выхода игры на официальном сайте серии игр был выпущен короткий бесплатный цифровой комикс «Prince of Persia: Stories and secrets», являющийся приквелом к истории в игре. В нём маленькая Элика слушает рассказ своей матери об истории Охотника.

## Отзывы
| Сводный рейтинг       | Сводный рейтинг                                                                                               |
| Агрегатор             | Оценка |
| --------------------- | --- |
| GameRankings          | 84,14 % (PS3) 80,63 % (X360) 79,60 % (ПК)                                                                     |
| Metacritic            | Xbox 360: 81 % (based on 70 reviews) PlayStation 3: 84 % (based on 58 reviews) PC: 82 % (based on 24 reviews) |
| Иноязычные издания    | |
| Издание               | Оценка |
| 1UP.com               | Xbox 360: B+                                                                                                  |
| Edge                  | 5/10 |
| Eurogamer             | 6/10 |
| Game Informer         | Xbox 360/PS3: 8,75/10                                                                                         |
| GameRevolution        | Xbox 360: B                                                                                                   |
| GameSpot              | Xbox 360/PS3/PC: 8,0/10                                                                                       |
| IGN                   | Xbox 360/PS3: 9,3/10                                                                                          |
| Русскоязычные издания | |
| Издание               | Оценка |
| PlayGround.ru         | 9,1 |
| «Игромания»           | 8/10 |

В целом игра была принята положительно. Среди достоинств игры выделяли необычную графику, красивые пейзажи, плавную анимацию, сказочную атмосферу, удачно подобранную музыку, красочную акробатику, развитый ИИ Элики, забавные и интересные диалоги. Среди недостатков: приедающийся геймплей, однообразный дизайн уровней, скучное собирание семян света, небольшое количество персонажей, повторяющиеся бои с боссами, малое количество сражений и головоломок, чересчур легко решаемых.
Журнал «Игромания» похвалил локализацию игры, назвав её практически идеальной, отметив прекрасно подобранные голоса актёров и оперативность перевода.